# Billy Eckstine
Billy Eckstine, geboren als William Clarence Eckstein (Pittsburgh, 8 juli 1914 - aldaar, 8 maart 1993), was een Amerikaanse jazzmuzikant (zang, trompet, trombone, gitaar) en orkestleider.

## Biografie
Billy Eckstine groeide op in Washington D.C.. Hij bezocht de Howard University en werkte als koorzanger in de plaatselijke theaters en later in verschillende kleine clubs. Zijn carrière begon, toen hij een plaatselijk zangconcours won met een imitatie van Cab Calloway. Een verder vroeg voorbeeld was Herb Jeffries. Hij nam later ook nummers over uit het repertoire van Russ Colombo (Prisoner of Love) en Bing Crosby (I Surrender Dear, 1947). Hij speelde kortstondig in de bigband van Tommy Myles, maar vervolgde aanvankelijk zijn opleiding. Na een jaar verliet hij de universiteit voorgoed.
Zijn optredens leidden hem meer westwaarts tot Chicago, waar hij in 1939 door Budd Johnson werd aangeprezen bij Earl Hines. Deze stelde hem in zijn Grand Terrace Orchestra te werk als zanger en trompettist. Hij had successen met Stormy Monday en Jelly, Jelly, waarmee hij een belangrijke bijdrage leverde voor de ontwikkeling van de zwarte baritonschool, een mengeling van post-Crosbische zang met blues. Hij kon ook bereiken, dat Earl Hines de jonge talenten Charlie Parker en Sarah Vaughan bij de band haalde.
Nadat hij tot 1943 had gewerkt bij de Hines-band, probeerde hij het vooreerst solo als zanger en formeerde daarna, op advies van Dizzy Gillespie, zijn eigen band, die bestond van 1944 tot 1947 en waarbij veel jonge muzikanten speelden van de Hines-band. Tot de belangrijkste muzikanten van de band behoorden de saxofonisten Gene Ammons, Dexter Gordon, Lucky Thompson, Charlie Parker, Wardell Gray, Budd Johnson, Leo Parker, de trompettisten Dizzy Gillespie, Miles Davis, Kenny Dorham, Fats Navarro, de drummer Art Blakey en de zangeressen Lena Horne en Sarah Vaughan. In oktober 1945 lukte hem met A Cottage for Sale de eerste van 28 hits in de Billboard-hitlijst.
Eckstine formeerde later een octet, trad solo op, werd daarna een populaire balladezanger en was succesvol met nummers als A Cottage for Sale en Prisoner of Love. Hij telt als de eerste Afro-Amerikaanse zanger, die niet alleen in de r&b-hitlijst, maar ook bij een breed publiek succes had. In 1947 kreeg hij een platencontract bij het nieuw opgerichte MGM Records en had hij nog in hetzelfde jaar een hit met Everything I Have is Yours van Burton Lane en Harold Adamson. Hij componeerde de bluesklassieker Jelly, Jelly en samen met Earl Hines Stormy Monday Blues (1942). Tot zijn grote successen tellen opnamen van Caravan (1949), My Foolish Heart (1950), I Apologize, No One But You en Gigi. Begin jaren 1950 verminderde zijn populariteit. Zijn laatste hit was Passing Strangers in duet met Sarah Vaughan in 1957. Daarna wisselde Eckstine vaak van platenlabel en trad hij voornamelijk live op.
Eckstine keerde steeds weer kort terug naar zijn jazzwortels en nam ook op met Count Basie en Quincy Jones. Op het livealbum No Cover, No Minimum van 1960 speelde Eckstine een paar trompetsolo's en Bobby Tucker werkte mee als pianist. Daarna nam hij meerdere albums op voor Mercury Records en Roulette Records. Midden jaren 1960 speelde hij bij Motown Records enkele nummers in. Tijdens de jaren 1970 ontstonden slechts weinig platen. Zijn laatste album Billy Eckstine Sings with Benny Carter werd in 1986 genomineerd voor een Grammy Award.
Eckstine werd onderscheiden op de Hollywood Walk of Fame.

## Overlijden
Billy Eckstine overleed in maart 1993 op 78-jarige leeftijd.

## Discografie
- 1946: Gloomy Sunday (Vogue)
- 1950: Billy Eckstine Sings (Savoy)
- 1952: Tenderly (MGM Records)
- 1954: Blues for Sale (EmArcy)
- 1954: Favorites, I Let a Song Go Out of My Heart, Songs by Billy Eckstine (MGM), The Great Mr. B (King),The Love Songs of Mr. B (EmArcy)
- 1955: I Surrender, Dear (EmArcy), Mister B with a Beat (MGM Records), Rendezvous (MGM Records), That Old Feeling (MGM Records)
- 1958: Billy's Best! (Mercury), Billy Eckstine's Imagination (EmArcy), Imagination (EmArcy)
- 1959: Basie and Eckstine, Inc. (Roulette), Billy and Sarah (Lion)
- 1960: No Cover, No Minimum (Roulette), Once More With Feeling (Roulette)
- 1961: At Basin St. East [live] (EmArcy), Billy Eckstine & Sarah Vaughan Sing Irving Berlin (Mercury Records)
- 1961: Billy Eckstine and Quincy Jones (Mercury),  Broadway, Bongos and Mr. B (Mercury Records)
- 1962: Don't Worry 'bout Me (Mercury Records)
- 1965: Prime of My Life (Motown Records)
- 1966: My Way (Motown Records)
- 1969: For Love of Ivy (Motown Records)
- 1971: Feel the Warm (Enterprise), Moment (Capitol Records)
- 1972: Senior Soul (Enterprise)
- 1974: If She Walked into My Life (Enterprise)
- 1978: Memento Brasiliero – (Portuguese)
- 1984: I Am a Singer (Kimbo)
- 1986: Billy Eckstine Sings with Benny Carter (Verve Records)

- Bibsys: 1059813
- Biblioteca Nacional de España: XX874899
- Bibliothèque nationale de France: cb13893580d (data)
- CiNii: DA16088339
- Gemeinsame Normdatei: 13331989X
- International Standard Name Identifier: 0000 0000 8084 705X
- Library of Congress Control Number: n92059679
- Nationale Bibliotheek van Letland: 000068510
- MusicBrainz: dc335fdb-9bc6-42ca-86a1-e652318764cc
- National Archives and Records Administration: 10573173
- Nationale Bibliotheek van Tsjechië: ola2002157381
- Nationale bibliotheek van Australië: 35632407
- Nationale Bibliotheek van Israël: 987007502671105171
- Nationale en Universitaire bibliotheek Zagreb: 000369062
- Nederlandse Thesaurus van Auteursnamen: 070840636
- Réseau des bibliothèques de Suisse occidentale: 02-A019006951
- SNAC: w65x30rp
- Système universitaire de documentation: 084439629
- Trove: 1022147
- Virtual International Authority File: 5117429
- WorldCat: E39PBJp6bCBm3VmTyx3YkhdJDq